# Bandera de Torrelavit
La bandera oficial de Torrelavit té la següent descripció:
Bandera apaïsada, de proporcions dos d'alt per tres de llarg, verd fosc a l'asta i groga al vol. La primera part, d'amplada 12/33 de la llargària del drap, amb el castell groc tancat de vermell de l'escut, d'amplària 8/33 de la llargària del drap i alçària 21/44 de la del mateix drap; la segona part, amb deu discs juxtaposats de porpra situats, de dalt a baix, en quatre rengles de 4, 3, 2 i 1, tot el conjunt d'alçària 4/11 de la del drap, equidistant de les vores superior i inferior i a 2/33 de la primera part; al vol, quatre pals vermells cadascun de gruix 1/33 de la llargària del drap, l'últim, a 1/33 de la vora.

## Història
Va ser aprovada al Ple de l'Ajuntament de Torrelavit el 6 de maig de 2003, la Generalitat de Catalunya en va donar la conformitat el 18 de juny i fou publicada al DOGC el 22 de juliol del mateix any amb el número 3930.